# Ritterfalter
Die Ritterfalter (Papilionidae) sind eine Familie aus der Ordnung der Schmetterlinge. Zu den Ritterfaltern gehören zahlreiche der farbenprächtigsten und beeindruckendsten Arten der Welt, unter ihnen finden sich auch sehr viele große Schmetterlinge. Die europäischen Falter erreichen Flügelspannweiten von 45 bis 75 Millimetern, es gibt aber weit größere Tiere, wie z. B. einige der Gattung Troides und Ornithoptera, die in Australasien (Australien und die umliegenden Inseln) vorkommen, die zu den größten Schmetterlingen der Welt gehören. Der Königin-Alexandra-Vogelfalter (Ornithoptera alexandrae) ist der größte Tagfalter der Welt.

## Merkmale
Diese Familie unterscheidet sich von allen anderen Schmetterlingsfamilien durch drei Merkmale:
- Die Raupen aller Arten besitzen zwischen dem Kopf und dem ersten Thoraxsegment eine Nackengabel (Osmaterium), die bei Gefahr ausgestülpt werden kann. Zusätzlich wird dabei der Kopf und der vordere Teil des Körpers nach hinten und unten eingezogen (kontrahiert). Diese Nackengabel ist grell gefärbt, wulstig und verströmt einen schlechten Geruch, der durch Terpene erzeugt wird.[1] Dieser dient dazu, neben der optischen Abschreckung, Räubern den Appetit zu verderben. Dabei setzt sich der Chemiecocktail je nach Art anders zusammen.

- Die erste und zweite Analader der Vorderflügel sind bei allen anderen Schmetterlingsarten zu einer einzigen (1A) reduziert, oder die zweite Analader mündet in die erste, so dass nur eine Ader den Flügelrand erreicht. Lediglich bei den Ritterfaltern ist die zweite (2A) als kurzer Bogen vom Flügelansatz in Richtung Flügelinnenrand verlaufend vorhanden (siehe Grafik). Eigenständige Ader 2A bei Ritterfaltern

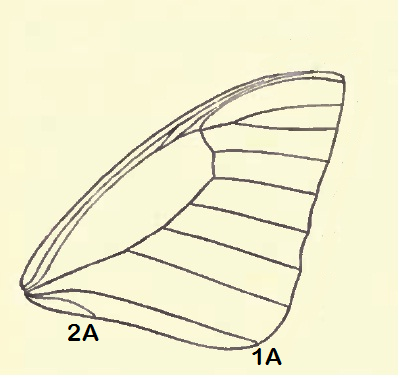
Eigenständige Ader 2A bei Ritterfaltern

- Die zwei sklerotisierten (verhärteten) Membranen auf der Unterseite zwischen Kopf und Thorax, an denen die Muskeln für die Kopfbewegung verankert sind, sind miteinander verwachsen.

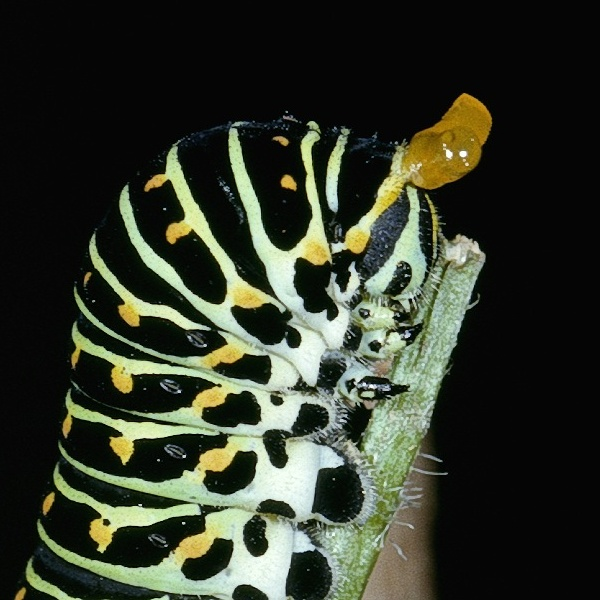
Schwalbenschwanzraupe mit ausgestülptem Osmaterium

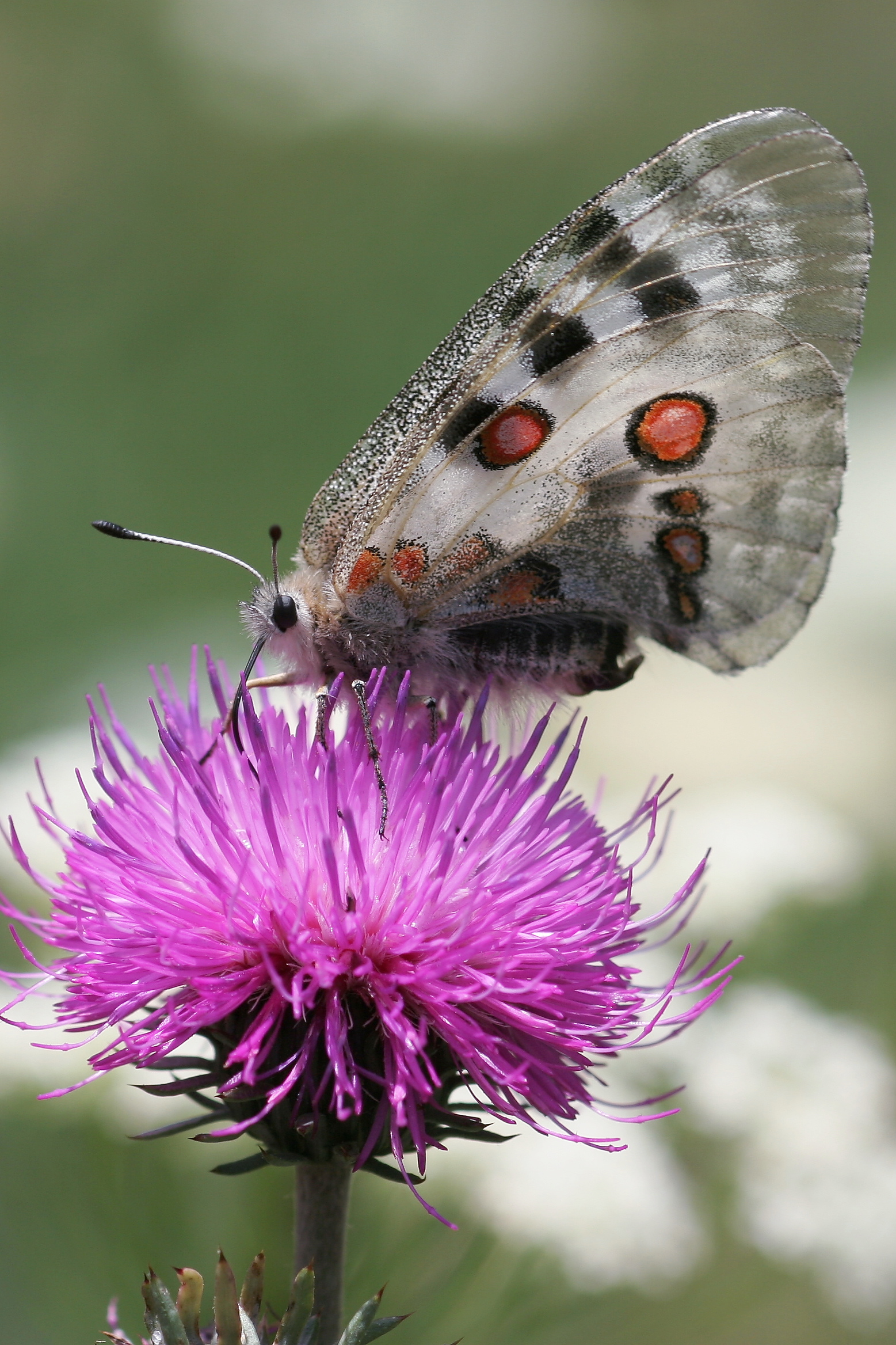
Roter Apollo

## Verbreitung
Die Verbreitung der Familie erstreckt sich über die ganze Welt (mit Ausnahme der Antarktis). Die meisten Arten sind in den Tropen von Ost- und Südostasien beheimatet. In diesen Gebieten wird durch den menschlichen Einfluss am stärksten in ihre Lebensräume eingegriffen.
Einige Arten, wie z. B. die meisten Angehörigen der Gattung Parnassius, leben in großen Höhen. Der Hochalpen-Apollo (Parnassius phoebus) kommt z. B. in den Alpen bis in eine Höhe von 3.000 Metern vor.

## Nahrungspflanzen
Die Raupen der verschiedenen Ritterfalterarten ernähren sich von einem großen Spektrum verschiedener Pflanzen; die meisten gehören aber zu einer von fünf Familien: Osterluzeigewächse (Aristolochiaceae), Schuppenapfelgewächse (Annonaceae), Lorbeergewächse (Lauraceae), Doldenblütler (Apiaceae) und Rautengewächse (Rutaceae).
Die Arten der Triben Zerynthiini, Luehdorfiini und Troidini sind dabei die einzigen, die nahezu ausschließlich auf die Osterluzeigewächse spezialisiert sind. Durch das Fressen dieser zum Teil giftigen Pflanzen, die Aristolochiasäure enthalten, werden sowohl die Raupen, als auch die Falter einiger dieser Arten giftig, was sie vor Fressfeinden schützt.

## Systematik

### Unterschiede zwischen den Unterfamilien
Die Ritterfalter unterteilen sich in insgesamt vier Unterfamilien:
- Baroniinae
- Praepapilioninae
- Parnassiinae
- Papilioninae

In der ausgestorbenen Unterfamilie der Praepapilioninae, die zurzeit aus einer Gattung mit zwei Arten besteht, sind jene Arten zusammengefasst, die durch je einen fossilen Fund bekannt sind. Diese wurden in Gesteinsschichten aus dem Eozän in den USA (Colorado) gefunden.
Zusammen mit den Baroniinae, welche nur eine Art, Baronia brevicornis, beinhalten, sind sie die primitivsten Vertreter der Ritterfalter. Diese beiden Familien haben mehrere Gemeinsamkeiten, aber bis jetzt wurde ihr gegenseitiges Verwandtschaftsverhältnis noch nicht genau bestimmt. Sie galten lange Zeit als Schwestergruppe, dies wird aber mittlerweile bezweifelt.
Die Annahme, dass die Parnassiinae, die sich von den anderen Unterfamilien vor allem durch ihre Geschlechtsorgane unterscheiden, und die Papilioninae ein Schwesterverhältnis bilden, ist am weitesten verbreitet und auch akzeptiert, obwohl neuesten Erkenntnissen zufolge die kompletten Verwandtschaftsverhältnisse innerhalb der Ritterfalter umgekrempelt werden sollten.
Die Verwandtschaftsverhältnisse werden in folgendem Kladogramm  nach (Miller, 1987) veranschaulicht:
|  | Parnassiini |
|  |             |
|  | Zerynthiini |
|  |             |

|  | Leptocircini (Graphiini) |
|  |                          |
|  | Teinopalpini             |
|  |                          |

|  | Papilionini |
|  |             |
|  | Triodini    |
|  |             |

|  | Leptocircini (Graphiini) |
|  |                          |
|  | Teinopalpini             |
|  |                          |

|  | Papilionini |
|  |             |
|  | Triodini    |
|  |             |

|  | Parnassiini |
|  |             |
|  | Zerynthiini |
|  |             |

|  | Leptocircini (Graphiini) |
|  |                          |
|  | Teinopalpini             |
|  |                          |

|  | Papilionini |
|  |             |
|  | Triodini    |
|  |             |

|  | Leptocircini (Graphiini) |
|  |                          |
|  | Teinopalpini             |
|  |                          |

|  | Papilionini |
|  |             |
|  | Triodini    |
|  |             |

|  | Parnassiini |
|  |             |
|  | Zerynthiini |
|  |             |

|  | Leptocircini (Graphiini) |
|  |                          |
|  | Teinopalpini             |
|  |                          |

|  | Papilionini |
|  |             |
|  | Triodini    |
|  |             |

|  | Leptocircini (Graphiini) |
|  |                          |
|  | Teinopalpini             |
|  |                          |

|  | Papilionini |
|  |             |
|  | Triodini    |
|  |             |

|  | Parnassiini |
|  |             |
|  | Zerynthiini |
|  |             |

|  | Leptocircini (Graphiini) |
|  |                          |
|  | Teinopalpini             |
|  |                          |

|  | Papilionini |
|  |             |
|  | Triodini    |
|  |             |

|  | Leptocircini (Graphiini) |
|  |                          |
|  | Teinopalpini             |
|  |                          |

|  | Papilionini |
|  |             |
|  | Triodini    |
|  |             |

### Taxonomie der Familie der Ritterfalter

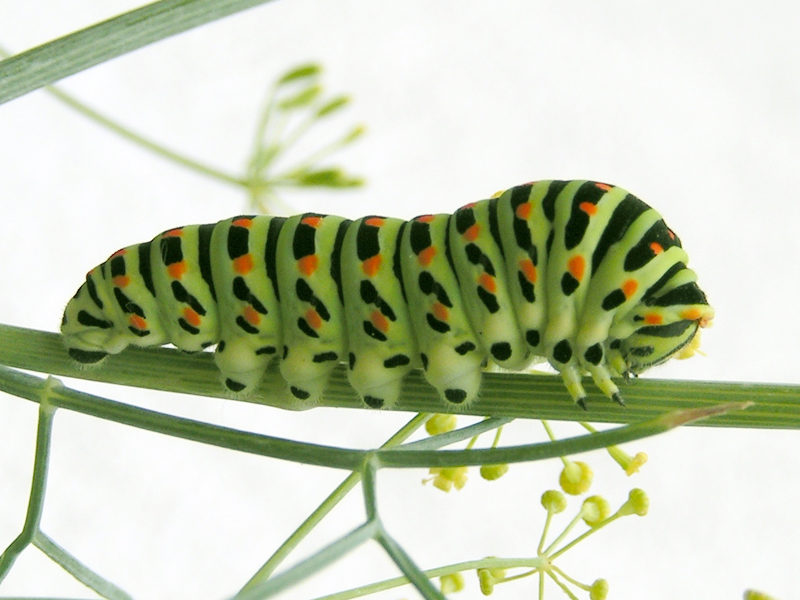
Schwalbenschwanzraupe

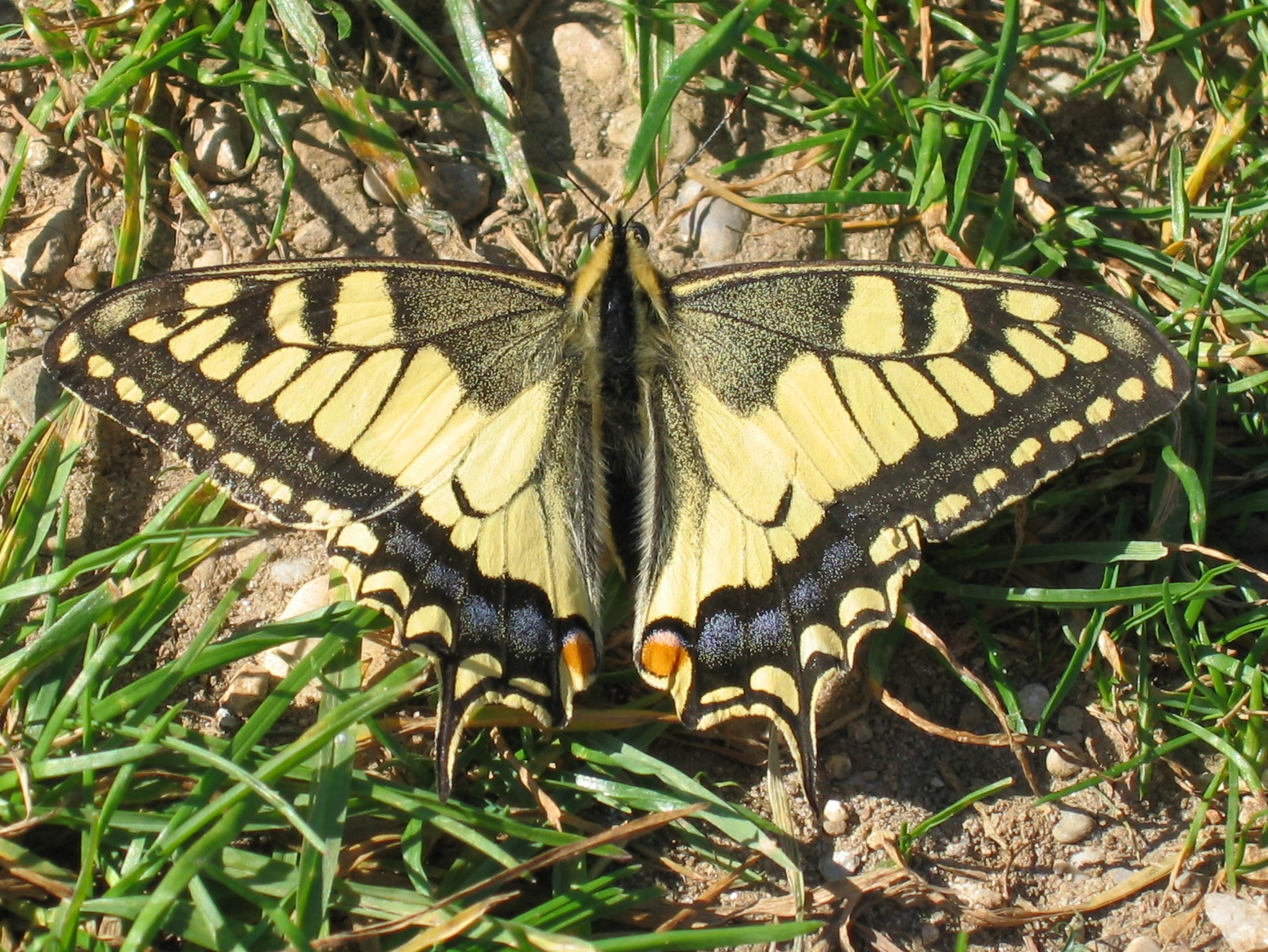
Schwalbenschwanz

Insgesamt sind 551 Arten (Stand 2005) weltweit entdeckt, im deutschsprachigen Raum (D, CH, A) ist die Familie aber mit nur sechs Arten vertreten, in Großbritannien ist es sogar nur eine Art, der Schwalbenschwanz (Papilio machaon). In ganz Europa kommen insgesamt 14 Arten vor:

### Europäische Arten

#### Unterfamilie Parnassiinae (Apollofalter und Osterluzeifalter)
- Osterluzeifalter (Zerynthia polyxena) (Denis & Schiffermüller, 1775) CH?-A
- Italienischer Osterluzeifalter (Zerynthia cassandra); Artberechtigung umstritten
- Spanischer Osterluzeifalter (Zerynthia rumina) (Linnaeus, 1758)
- Balkan-Osterluzeifalter (Zerynthia cerisy) (Godart, 1824)
- Kretischer Osterluzeifalter (Zerynthia cretica) (Rebel, 1904)
- Zerynthia caucasica (Lederer, 1864)
- Falscher Apollo (Archon apollinus) (Herbst 1798)
- Schwarzer Apollo (Parnassius mnemosyne) (Linnaeus, 1758) D-CH-A
- Hochalpen-Apollo (Parnassius phoebus) (Fabricius, 1793) D-CH-A
- Roter Apollo (Parnassius apollo) (Linnaeus, 1758) D-CH-A

#### Unterfamilie Papilioninae (Schwalbenschwänze)
- Segelfalter (Iphiclides podalirius) (Linnaeus, 1758) D-CH-A
- Iberischer Segelfalter (Iphiclides feisthamelii) (Duponchel, 1832)
- Schwalbenschwanz (Papilio machaon) Linnaeus, 1758 D-CH-A
- Südlicher Schwalbenschwanz (Papilio alexanor) Esper, 1777
- Korsischer Schwalbenschwanz (Papilio hospiton) Gené, 1839

### Außereuropäische Arten (Auswahl)
- Bhutanitis lidderdalii
- Graphium agamemnon
- Graphium agetes
- Graphium cloanthus
- Graphium eurous
- Graphium macleayanus
- Graphium xenocles
- Ornithoptera rothschildi
- Ornithoptera priamus
- Königin-Alexandra-Vogelfalter (Ornithoptera alexandrae)
- Pachliopta aristolochiae (Gewöhnliche Rose)
- Papilio arcturus
- Papilio demodocus
- Papilio demoleus
- Papilio erithonioides
- Papilio eurymedon
- Papilio glaucus
- Papilio grosesmithi
- Papilio palamedes
- Papilio rutulus
- Papilio thoas
- Papilio troilus
- Papilio xuthus
- Papilio zelicaon
- Parnassius clodius

## Bilder

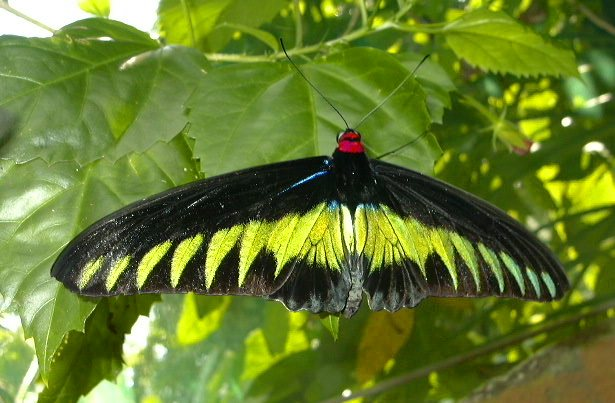
Trogonoptera brookiana
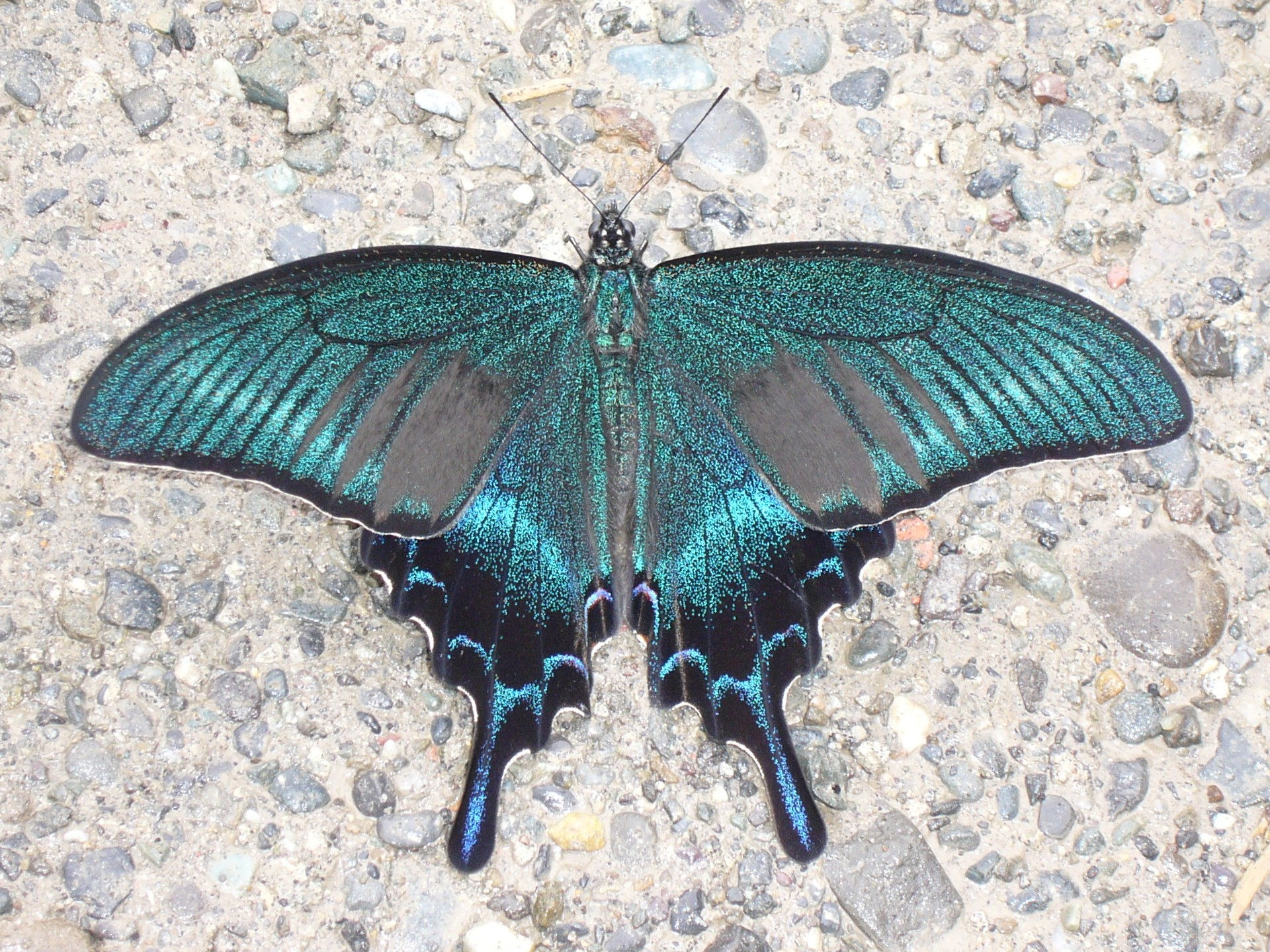
Papilio maackii
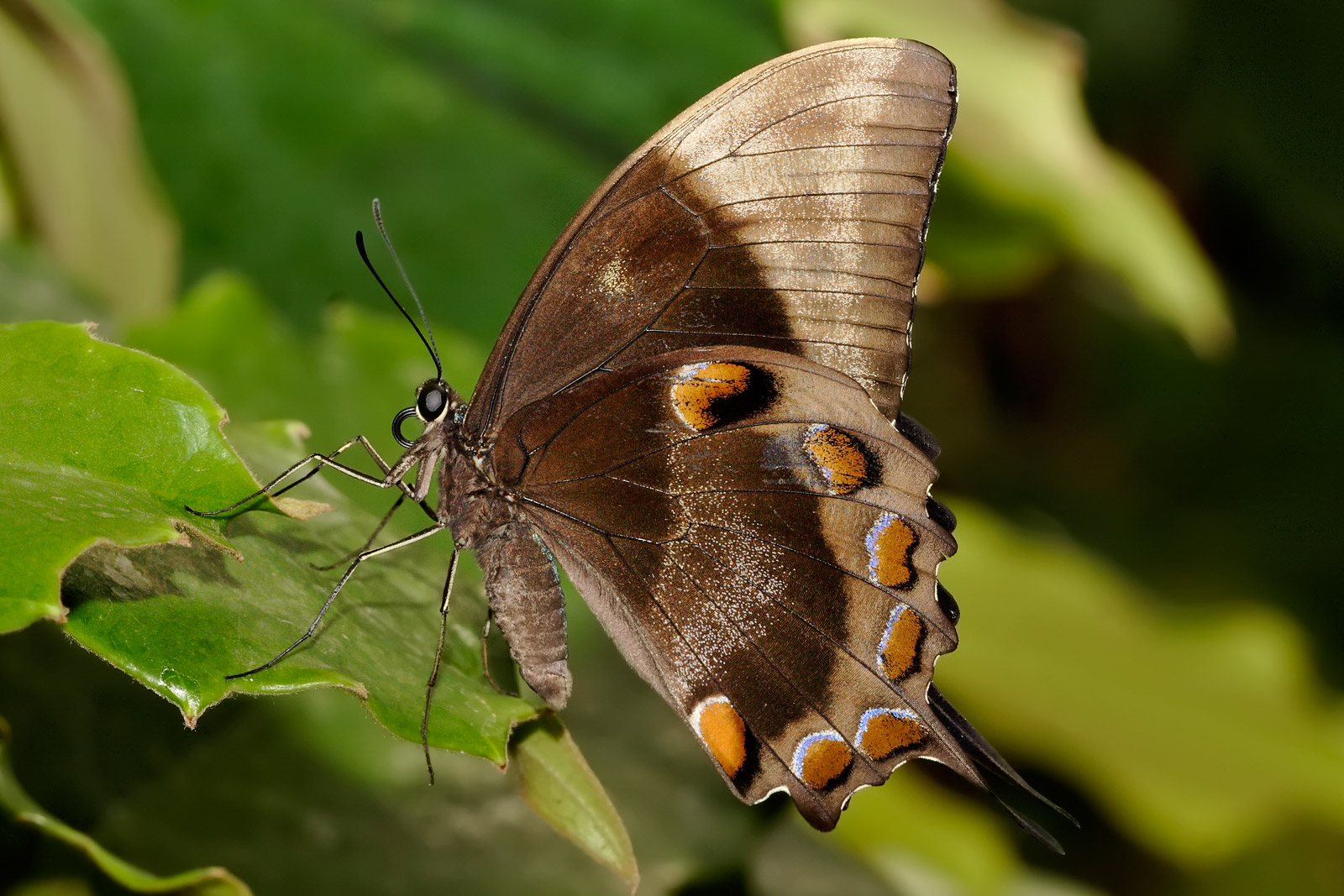
Papilio ulysses
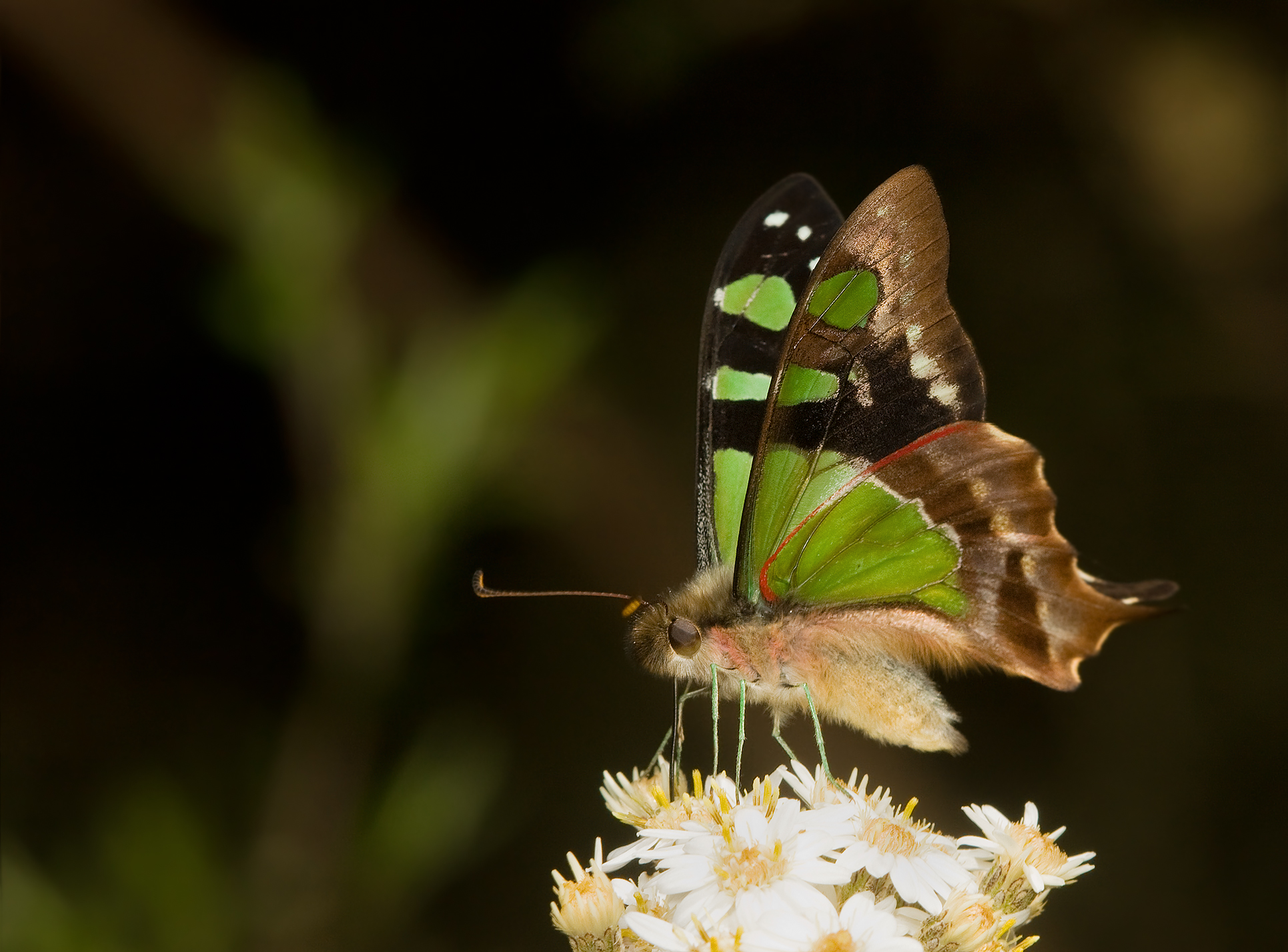
Graphium macleayanus